# Lista chorążych reprezentacji Demokratycznej Republiki Konga na igrzyskach olimpijskich
Lista chorążych reprezentacji Demokratycznej Republiki Konga na igrzyskach olimpijskich – lista zawodników i zawodniczek reprezentacji Demokratycznej Republiki Konga, którzy podczas ceremonii otwarcia nowożytnych igrzysk olimpijskich nieśli flagę Demokratycznej Republiki Konga.

## Chronologiczna lista chorążych
| Lp. | Rok i miejsce | Chorąży                | Dyscyplina    |
| --- | ------------- | ---------------------- | ------------- |
| 1   | 1968, Meksyk  | b.d.                   |               |
| 2   | 2000, Sydney  | b.d.                   |               |
| 3   | 2004, Ateny   | Gary Kikaya            | Lekkoatletyka |
| 4   | 2008, Pekin   | Franka Magali          | Lekkoatletyka |
| 5   | 2012, Londyn  | Ilunga Mande           | Lekkoatletyka |
| 6   | 2016, Rio     | Rosa Keleku            | Taekwondo     |
| 7   | 2020, Tokio   | Marcelat Sakobi Matshu | Boks          |
| 7   | 2020, Tokio   | David Tshama           | Boks          |